# Puerta del Ángel (puerta de la Casa de Campo)

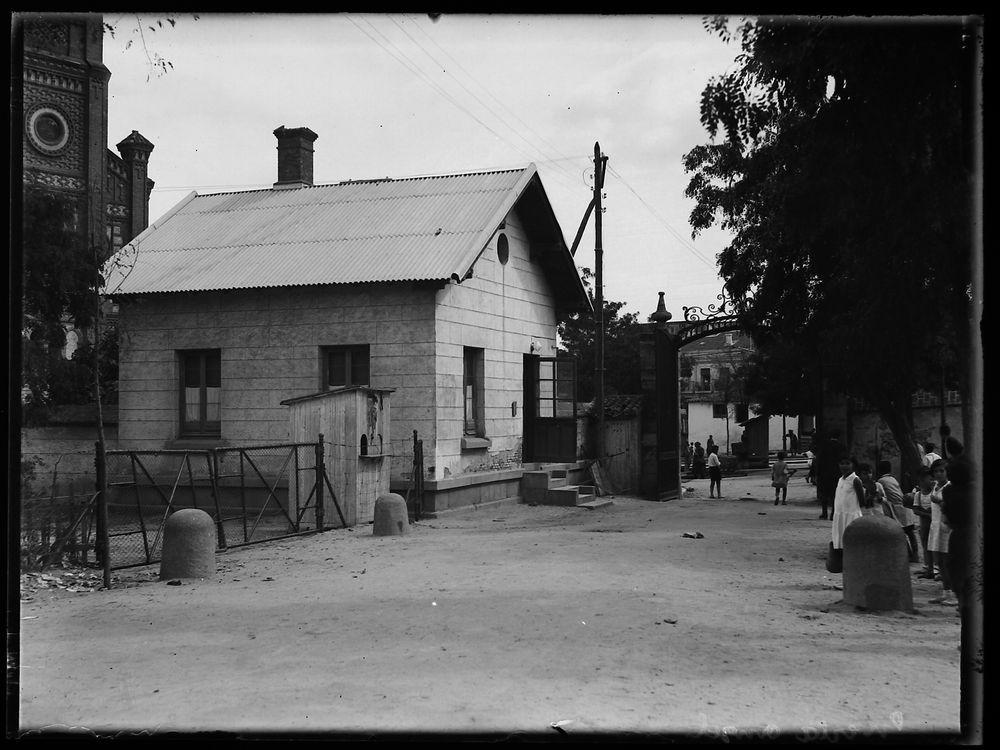
Puerta del Ángel delante de la Iglesia de Santa Cristina en 1932

La Puerta del Ángel era un acceso a la Casa de Campo de Madrid con forma de verja metálica. En la actualidad no existe. Su ubicación resulta ser el cruce de caminos en las lindes de la iglesia de Santa Cristina. El nombre de la puerta ha dado lugar al barrio de Puerta del Ángel, así como a diversas instituciones ubicadas en las cercanías (hospitales, colegios) y la plaza donde estuvo dicha puerta en el paseo de Extremadura.

## Historia
Durante el reinado de Carlos III la Casa de Campo se rodeó de una cerca, abriendo en ella algunos accesos. En cada uno de ellos se encontraba un Guarda. Uno de estos accesos a la Casa de Campo era la Puerta del Ángel. El nombre proviene de la Ermita del Santo Ángel de la Guarda en honor del patrón de los antiguos guardas de la Casa de Campo, ya desde el siglo XVI. Esta ermita ubicada en las cercanías del Puente de Segovia fue demolida en el año 1783. La denominación popular de la ermita hizo que el acceso fuera denominado simplemente como del ángel. La puerta se encontraba en 1810 enfilando su acceso a la altura del Puente de Segovia, ubicada justo en el camino Real de Alcorcón. El otro acceso cercano era la puerta del Río.
En el siglo XIX surgen las barriadas obreras en el ensanche de Madrid y entre ellas el barrio de Puerta del Ángel (ubicado entre la carretera de Extremadura, desde el Puente de Segovia hasta el antiguo límite de Madrid con Carabanchel Bajo) en el distrito de Latina. A comienzos del siglo XX el arquitecto Enrique María Repullés y Vargas diseña y edifica la Iglesia de estilo neomudéjar de Santa Cristina. En 1931 cuando se abre el acceso público a la Casa de Campo existe constancia de su existencia.
Durante la Guerra Civil en la defensa de Madrid se produjo un intenso combate debido a que el puente de Segovia era un objetivo militar para las tropas asaltantes. Durante este intenso combate a lo lago de noviembre de 1939 pudo haber sido derribado el acceso. Ya en el año 1957, durante el periodo de postguerra, se traza la avenida de Portugal sobre parte de los terrenos de la Casa de Campo, y su eje viario se interseca con el lugar de la vieja puerta. En 1950 se construye un acceso a la Feria Nacional del Campo y se le pone ese nombre.